# Aancistroger vietus
Aancistroger vietus là một loài côn trùng thuộc họ Gryllacrididae. Tên khoa học của loài này được Gorochov công bố hợp lệ vào năm 2004.